# Patricia Jacobs
Patricia Jacobs, née Patricia Ann Jacobs le 8 octobre 1934 est une généticienne écossaise connue notamment pour avoir découvert la cause génétique du syndrome de Klinefelter.

## Biographie

### Jeunesse et formation
Patricia Jacobs est la fille de Sadie et Cyril Jacobs. 
Elle a étudié à l'Université de St Andrews et obtenu son BSc de zoologie en 1956.

### Carrière
En 1959, peu après la découverte de la cause génétique de la trisomie 21 par Marthe Gautier, Patricia Jacobs découvre la présence d'un troisième chromosome sexuel chez un patient atteint du syndrôme de Klinefelter, démontrant ainsi sa cause génétique.